# Píldora del día después
El anticonceptivo oral de emergencia (AOE), llamado coloquialmente pastilla o píldora anticonceptiva de emergencia, pastilla o píldora del día después o pastilla o píldora del día siguiente es el nombre común para un medicamento de un grupo reducido de anticonceptivos de emergencia femeninos orales, formado por el acetato de ulipristal, la mifepristona y el levonorgestrel, a los que también podría unirse el meloxicam.
Estos medicamentos se utilizan para retrasar o evitar la ovulación con el fin de impedir un embarazo no deseado desde las primeras horas después de haber tenido relaciones sexuales sin protección. La efectividad en la reducción del riesgo de un embarazo de las píldoras anticonceptivas de emergencia es, según la OMS, del 52 al 94%, y es más efectiva cuanto antes se tome después de la relación sexual de riesgo.
El acetato de ulipristal y el levonorgestrel son los anticonceptivos hormonales postcoitales de referencia en América y en Europa occidental. En China y en Rusia, el anticonceptivo de urgencia más utilizado es la mifepristona. Varios estudios, todavía en fases preliminares, con el antiinflamatorio no esteroideo meloxicam han concluido que posee una alta eficacia como anticonceptivo de emergencia. Estos funcionan principalmente inhibiendo o retrasando la ovulación, también produce efectos sobre el moco cervical, dificultando el paso de espermatozoides.
La píldora del día después, como ocurre con todos los anticonceptivos orales, no protege contra las infecciones de transmisión sexual. El preservativo es el único método anticonceptivo que protege de la mayor parte de las ETS. La píldora del día siguiente solo debe usarse como método de emergencia y no en forma regular. No se recomienda utilizar varias veces en un mismo ciclo o en ciclos consecutivos, debido a la elevada carga hormonal.

## Anticonceptivos hormonales de emergencia

### Estrógenos y método de Yuzpe
En la anticoncepción hormonal de emergencia, los estrógenos a altas dosis fueron el primer sistema utilizado, si bien tenían importantes efectos secundarios gastrointestinales. Posteriormente, surgió el método de Yuzpe, que consiste en el uso de grandes dosis tanto de estrógeno (aunque en menor medida) como de progesterona, tomada en dos dosis en intervalos de doce horas. Esta técnica, efectiva al 75% en un uso adecuado, baja su efectividad si se retrasa su administración después del coito, además de causar más efectos secundarios que el método de sólo progesterona.

### Levonorgestrel
La píldora de progestágeno solo (levonorgestrel) se prescribe actualmente en una sola dosis de 1,5 mg (1 pastilla de 1,5 mg o 2 de 0,75 mg), aunque puede tomarse en dos dosis de 0,75 mg, en un intervalo de 12 horas de diferencia. Está disponible en la mayoría de los países del mundo y de venta libre sin prescripción; en EE. UU. y en Canadá, se conoce como Plan B; en Argentina, como Segurité; en el Reino Unido, como Levonelle, y en Francia, como NorLevol. En España, la progesterona levonorgestrel se presenta como Norlevo (Chiesi España), Postinor (Bayer Schering Pharma), y en México se presenta como Postday (Ifa Celtics).[cita requerida]
El levonorgestrel es una hormona esteroidea que previene la ovulación, sin un efecto importante sobre el endometrio, y no es efectivo después de iniciada la implantación del cigoto, pero puede evitarla. La denominación  píldora del día después resulta incorrecta, ya que puede usarse durante los 3-5 días siguientes (72-120 horas) después del coito. En el prospecto informativo de Postinor (levonorgestrel) pone: «Postinor es un anticonceptivo de urgencia que puede utilizarse dentro de las 72 horas (3 días) siguientes a haber mantenido relaciones sexuales sin protección o si el método anticonceptivo habitual ha fallado».

### Acetato de ulipristal

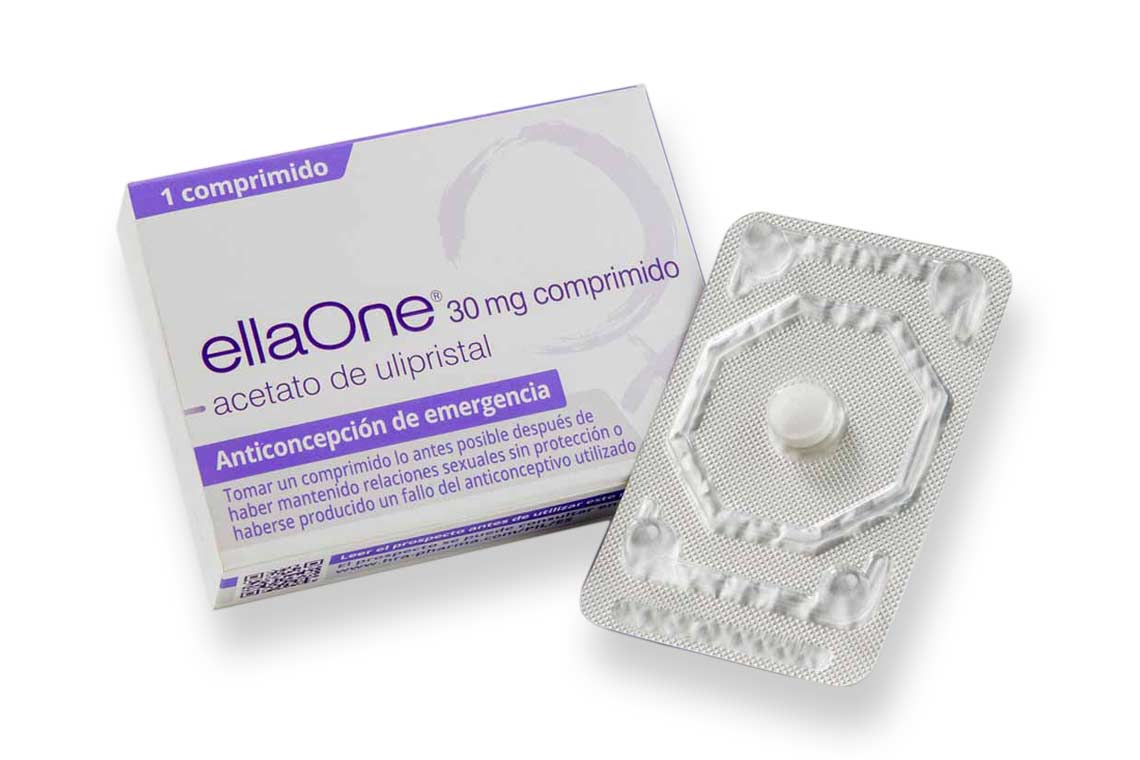
Píldora del día después "ellaOne"

Comercializado desde el 2009 en Europa, el acetato de ulipristal, marca EllaOne (HRA Pharma), se encuentra disponible en varios países europeos, entre ellos España. El acetato de ulipristal recibe el nombre de píldora de los cinco días después, ya que es efectiva hasta 120 horas después del coito. A diferencia del levonorgestrel, esta si requiere prescripción médica, debido a que aún no cuenta con el nivel de seguridad establecido del levonorgestrel.
El acetato de ulipristal es considerado por Horacio Croxatto —experto en anticoncepción de emergencia y creador del implante subcutáneo— como el anticonceptivo de urgencia no hormonal más eficaz para la mujer,  cinco veces más potente que el levonorgestrel en la inhibición o retraso de la ovulación. Además, y en comparación con el levonorgestrel, es el triple de eficaz si se administra en las primeras 24 horas, y el doble si se suministra en las primeras 72 horas después de la relación sexual sin protección o de haberse producido un fallo en el método anticonceptivo utilizado.

### Mifepristona
Las píldoras del día siguiente no deben confundirse con la mifepristona (RU486, Mifeprex), que se utiliza como "pastilla abortiva". El término píldora del día siguiente no hace referencia a la mifepristona, que suele usarse en dosis de 200 o 600 mg como un abortivo. Sin embargo, en China y Rusia solamente, la mifepristona está disponible ya sea como anticonceptivo de emergencia o como  abortivo, dependiendo de si se utiliza antes o después de la implantación. El uso de mifepristona como anticonceptivo de emergencia viene avalado por estudios clínicos del año 2008 (Cochrane - Base de Datos de Revisiones Sistemáticas; 2008, N.º 2) que consideran a la mifepristona más efectiva que el levonorgestrel e incluso que el DIU, asociados a menos efectos secundarios.
Si se usa como píldora de emergencia, una dosis baja de mifepristona es ligeramente menos efectiva que una dosis más alta, pero tiene menos efectos secundarios. A partir del 2000, la dosis más baja disponible en los Estados Unidos es de 200 mg. Sin embargo, la mifepristona no está aprobada como un píldora de emergencia en los Estados Unidos. Una revisión de estudios en humanos concluyó que los efectos anticonceptivos de una dosis de 10 mg se deben a sus efectos sobre la ovulación, pero la comprensión de su mecanismo de acción sigue siendo incompleta. Dosis más altas de mifepristona pueden interrumpir la implantación y, a diferencia del levonorgestrel, la mifepristona puede ser efectiva para terminar un embarazo en curso.[cita requerida]

### Meloxicam
El meloxicam podría confirmarse como una eficaz píldora de emergencia y, según Horacio Croxatto, puede reemplazar a los anticonceptivos hormonales. Meloxicam es un antiinflamatorio no esteroideo (inhibidor de la ciclooxigenasa 2, COX2), usado habitualmente como analgésico, antiinflamatorio y antipirético, de fácil acceso y reducido precio, y ha demostrado (estudios de 2009, 2010 y 2015) que inhibe la ovulación (impide la rotura del folículo que contiene el óvulo, por lo que no puede ser fecundado), y, tomado en dosis de 30 mg durante cinco días seguidos después de la relación sexual, se comporta como una eficaz píldora de urgencia. El meloxicam no altera el sistema endocrino y no causa alteraciones menstruales. Uno los estudios ha sido llevado a cabo por Cristián Jesam, Ana María Salvatierra, Jill L. Schwartz y Horacio B. Croxatto, investigadores del ICMER Instituto Chileno de Medicina Reproductiva y de la Facultad de Química y Biología de la Universidad de Santiago de Chile.

## Mecanismo de acción
La FDA de los Estados Unidos establece que las píldoras del día siguiente de progestina sola como Plan B funcionan previniendo la ovulación. También, las píldoras del día siguiente de progestina puede interferir con la implantación del embrión humano en el revestimiento del útero, y no tienen ningún efecto en los embarazos si se toman después de la implantación.
Una serie de estudios de las década de 1970 y 1980 llegaron a la conclusión de que la anticoncepción de emergencia podría causar cambios en el endometrio, que impediría la implantación de un embrión en su fase inicial en el útero. Esta investigación llevó a muchos defensores antiaborto, que sostienen que el embarazo comienza con la fecundación, a oponerse a las píldoras del día siguiente como un abortivo, pues en medicina se define cualquier pérdida, espontánea o provocada, del embrión como un aborto, incluso antes de implantarse en el útero, ya que la vida del embrión, comienza justo en el momento de la fecundación o fertilización y comienza a alimentarse gracias a las reservas nutritivas de que dispone en las capas que lo envuelven hasta que llega al útero bajando desde la trompa de Falopio (lugar donde realmente tiene lugar la fertilización) para implantarse y empezar a nutrirse de la madre antes de que se le agoten sus reservas. Precisamente de este punto viene la controversia, pues según esa definición la nueva vida humana ya existe y se va desarrollando ya desde la fecundación y antes de la implantación, y por tanto evitar esta última no impide la creación de esa nueva vida, puesto que ya fue creada con la fecundación, sino que supondría su terminación y eliminación junto con el sangrado provocado por los efectos de esta píldora.
En años recientes —especialmente a la luz de la controversia ética en EE. UU. sobre las afirmaciones de la investigación— la comunidad científica ha comenzado a revaluar críticamente los primeros estudios. Estudios recientes en ratas y monos han demostrado que el uso postovulatorio de las píldoras del día siguiente de progestina sola o combinada (Yuzpe) no tienen efecto en las tasas de embarazo. Estudios en humanos han demostrado que la tasa de supresión de la ovulación es aproximadamente igual a la efectividad de las pastillas de emergencia, sugiriendo que este podría ser el único mecanismo por el cual estas pastillas previenen el embarazo. Además, un modelo in vitro ha demostrado que las píldoras del día siguiente "no interfieren con la función o implantación del blastocisto".
Sin embargo, estos estudios también han demostrado que, en el 20 % de las mujeres que ovularon a pesar de haberse tomado la píldora del día siguiente antes de la ovulación, hay cambios en ciertas hormonas tales como la progesterona y en el largo de la fase lútea. Debido a la dificultad de estudiar embriones humanos dentro del útero y trompas de Falopio antes de la implantación, ambos lados de este debate reconocen que probar o refutar por completo la teoría podría ser imposible. Sin embargo, Davidoff y Trussell en su artículo JAMA del 2006 afirma "la habilidad de Plan B de interferir con la implantación permanece especulativa, ya que prácticamente no hay evidencias que apoyen el mecanismo y alguna evidencia lo contradice" y «la mejor evidencia disponible indica que la habilidad de Plan B de prevenir el embarazo puede ser completamente explicada por mecanismos que no involucran la interferencia con eventos postfertilización». Y en un estudio de biopsias de endometrio de 45 mujeres tratadas con anticonceptivo de emergencia de levonorgestrel solo, se concluyó que "la administración peri y post-ovulación de LNG no alteraron la función del cuerpo lúteo o la morfología del endometrio." Sin embargo, no todos los científicos están de acuerdo con esto. El acetato de ulipristal puede dificultar la implantación. 
 Cuando es usado como un método anticonceptivo regular, y del mismo modo que los dispositivos intrauterinos (DIU), se ha mostrado que aunque actúan principalmente a través de mecanismos espermicidas y ovicidas, es posible que estos mismos mecanismos también sean dañinos a embriones que aún no se hayan implantado.
Los anticonceptivos de emergencia hormonales de progestina sola o combinada estrógeno-progestina, tales como el método de Yuzpe o Plan B difieren del fármaco anti-hormonal mifepristona (también conocido como Mifeprex y RU-486). Los anticonceptivos de emergencia Yuzpe y de progestina sola no tienen ningún efecto después de la implantación, mientras que la mifepristona puede inducir un aborto si se toma después de la implantación.[cita requerida]

## Eficacia de la píldora del día después
La efectividad de la anticoncepción de emergencia se presenta de manera diferente de la eficacia de los métodos continuos de control de natalidad: se expresa como un porcentaje de reducción de la tasa de embarazo para un solo uso de píldora del día siguiente. Diferentes regímenes de píldoras del día siguiente tienen diferentes niveles de efectividad, e incluso para un solo régimen diferentes estudios pueden encontrar diferentes tasas de eficacia. Usando un ejemplo de «75 % efectivo», un artículo en American Family Physician explica el cálculo de la eficacia así: 
... estas cifras no se traducen en una tasa de embarazo del 25 por ciento. Más bien, quiere decir que si 1000 mujeres tienen relaciones sexuales sin protección en las dos semanas medias de su ciclo menstrual, aproximadamente 80 quedarán embarazadas. El uso de píldoras anticonceptivas de emergencia podría reducir este número en un 75 por ciento, a 20 mujeres.
El régimen de progestina sola (usando levonorgestrel) tiene una efectividad del 89 % según la FDA de los Estados Unidos. A partir de 2006, el etiquetado de la marca Plan B en EE. UU. explica esta tasa de eficacia declarando, «Siete de cada ocho mujeres que habrían quedado embarazadas no quedarán embarazada».
En 1999, un metaanálisis de ocho estudios sobre el régimen combinado (Yuzpe) concluyó que el mejor punto de estimación de la eficacia fue del 74 %. Un análisis del 2003 de dos de los estudios más grandes del régimen combinado (Yuzpe), usando un método de cálculo distinto, encontró una eficacia estimada del 47 % y 53 %.
Para ambos regímenes (progestina sola y Yuzpe), la eficacia de la anticoncepción de emergencia es más alta cuando se toma dentro de las 12 horas siguientes al coito y disminuye con el paso del tiempo. Mientras la mayoría de los estudios sobre la anticoncepción de emergencia han incluido solo a mujeres dentro de las 72 horas siguientes al coito sin protección, un estudio del 2002 de la Organización Mundial de la Salud (WHO) sugirió que la efectividad razonable puede durar hasta 120 horas (cinco días) después del coito.
El método con levenorgestrel se considera más efectivo en la reducción del riesgo de embarazo (hasta un 89 % y un 95 % si se administra en las 24 horas siguientes al coito) y mejor tolerado que el denominado método de Yuzpe.
En la página web promovida por el profesor James Trussell —especialista en anticoncepción—, la Office of Population Research (OPR) y la Association of Reproductive Healths Professionals (ARHP) se indica lo siguiente en relación con la eficacia de la píldora del día después de levonorgestrel:

El etiquetado del Plan B One-Step y otras píldoras anticonceptivas de emergencia ("píldoras del día después" o “píldoras de la mañana siguiente”) a base de progestina sola señala que el tratamiento disminuye el riesgo de embarazo en un 89 %. Esto no significa que el 11 por ciento de las mujeres que usen estas píldoras quedarán embarazadas. Simplemente significa que este tipo de anticoncepción de emergencia previene el 89 % de los embarazos que los investigadores esperarían que ocurrieran si las mujeres no usaran un método anticonceptivo, si el método regular fallara o si fueran forzadas a tener relaciones sexuales (en otras palabras, cuando tienen “relaciones sexuales no protegidas”). Por lo general, si 100 mujeres tienen una relación sexual no protegida durante la segunda o tercera semana de su ciclo menstrual, ocho de ellas se embarazarán. Pero si las mismas 100 mujeres usan el Plan B One-Step, sólo una se embarazará. En otras palabras, esto representa una disminución del 89 % en el número esperado de embarazos. Y si usted toma estas píldoras anticonceptivas de emergencia de progestina sola dentro de las primeras 24 horas después de la relación sexual, su riesgo de embarazo disminuye hasta en un 95 %.

La inserción de un DIU T de cobre como método anticonceptivo de emergencia disminuye el riesgo de embarazo en más del 99 %.

(Las píldoras anticonceptivas de emergencia)...no son tan efectivas para prevenir un embarazo como los métodos anticonceptivos que se usan antes o durante las relaciones sexuales, como la píldora o el condón. Si la anticoncepción de emergencia fuera el único método anticonceptivo que usted usara durante todo un año, su riesgo anual de embarazo probablemente sería de alrededor del 20 %.

Para una revisión actualizada sobre las píldoras del día después puede verse el artículo de 2016 de James Trusell: Emergency Contraception: A Last Chance to Prevent Unintended Pregnancy
Para una dosis de 10 mg de mifepristona tomada hasta 120 horas (cinco días) después del coito, la estimación combinada de tres ensayos fue de una efectividad del 83 %. Una revisión encontró que muchos ensayos encontraron que un régimen de 25 a 50 mg de mifepristona tiene una eficacia mayor. Sin embargo, cuando los examinadores revisaron solo ensayos de alta calidad, la diferencia en la efectividad no fue estadísticamente significativa.

## Efectos secundarios
El efecto secundario reportado más común fue la náusea (50,5 % de 979 usuarias del régimen Yuzpe y 23,1 % de 977 usuarias del régimen de levonorgestrel solo en los ensayos de 1998 de la Organización Mundial de la Salud; 14,3 % de 2720 usuarias del régimen de levonorgestrel solo en los ensayos del 2002 de la OMS). Los vómitos son mucho menos comunes e inusuales con las píldoras del día siguiente de levonorgestrel solo (18,8 % de 979 usuarias del régimen Yuzpe y 5,6 % de las usuarias del régimen de levonorgestrel solo en los ensayos de 1998 de la OMS; 1,4 % de 2720 usuarias del régimen de levonorgestrel solo en los ensayos del 2002 de la OMS). No se recomiendan rutinariamente antieméticos para las PAE de levonorgestrel solo. Si una mujer vomita en las 2 horas posteriores a la toma de una píldora del día siguiente de levonorgestrel solo, debería tomarse una dosis adicional lo más pronto posible.
Otros efectos secundarios comunes (cada uno notificado en menos del 20 % de las usuarias de levonorgestrel solo, tanto en los ensayos de 1998 y 2002 de la OMS) fueron dolor abdominal, cansancio, cefalea, mareos, y sensibilidad en los senos. Los efectos secundarios usualmente no ocurren por más de un par de días después del tratamiento, y por lo general se resuelven en 24 horas.
Es común la interrupción temporal del ciclo menstrual. Si se toma antes de la ovulación, las altas dosis de progestágeno en el tratamiento de levonorgestrel podrían inducir una hemorragia por deprivación de progestágeno unos días después de la administración de las píldoras. Un estudio encontró que aproximadamente la mitad de las mujeres que usaron las píldoras del día siguiente de levonorgestrel experimentó sangrado dentro de los 7 días de haber tomado las pastillas. Si el levonorgestrel se toma después de la ovulación, este podría aumentar la duración de la fase lútea, lo que retrasaría la menstruación por unos días. La mifepristona, si se toma antes de la ovulación, podría retrasar la ovulación por 3-4 días (una ovulación retardada puede resultar en un retraso de la menstruación). Estas alteraciones solo se producen en el ciclo en el que se tomaron las píldoras del día siguiente; la duración de los ciclos posteriores no resultan afectados significativamente. Si el período menstrual de la mujer tiene un retraso de dos semanas o más, se aconseja que se haga una prueba de embarazo (hacerse la prueba mucho antes podría no dar resultados exactos).

### Seguridad
Un embarazo existente es una contraindicación en términos de seguridad, ya que no existe daño para la mujer, el curso de su embarazo, o el feto si se usa accidentalmente un anticonceptivo de emergencia de progestina sola o combinada (Yuzpe), pero los píldoras del día siguiente no están indicados para mujeres con o sin sospecha de un embarazo ya que no es eficaz en mujeres que ya están embarazadas.
La Organización Mundial de la Salud (OMS) no ha comunicado ninguna situación médica por la cual los riesgos de las píldoras de emergencia sean mayores que los beneficios. La Academia Americana de Pediatría (American Academy of Pediatrics) (AAP) y expertos en anticoncepción de emergencia han concluido que las píldoras del día siguiente de progestina sola podrían ser preferidas a las píldoras del día siguiente combinadas que contengan estrógeno en mujeres con una historia de coágulos de sangre, accidentes cerebrovasculares, o migrañas.
La Academia Americana de Pediatría (American Academy of Pediatrics) (AAP), el Congreso Americano de Obstetras y Ginecólogos (American Congress of Obstetricians and Gynecologists) (ACOG), la FDA de los Estados Unidos, OMS, el Colegio Real de Obstetras y Ginecólogos (Royal College of Obstetricians and Gynaecologists) (RCOG), y otros expertos en la anticoncepción de emergencia afirman que no hay condiciones médicas en las que las píldoras del día siguiente sean contraindicadas. El RCOG señala específicamente tromboembolismos venosos actuales, historia de o actual cáncer de mama, y porfiria aguda intermitente como condiciones donde las ventajas de usar pastillas anticonceptivas de emergencia generalmente superan los riesgos teóricos o probados.
La preparación de hierbas de la hierba de San Juan y algunos medicamentos inductores enzimáticos (por ejemplo antiepilépticos y rifampicina) podrían reducir la efectividad de las píldoras del día siguiente, por lo que se requeriría una dosis mayor.
La AAP, ACOG, FDA, OMS, RCOG, y expertos en la anticoncepción de emergencia han concluido que las píldoras del día siguiente, como todo el resto de anticonceptivos, reducen el riesgo absoluto de un embarazo ectópico al prevenir los embarazos, y que la mejor evidencia disponible, obtenida de más de 7800 mujeres en ensayos controlados aleatorios, indican que no hay un incremento en el riesgo relativo de un embarazo ectópico en mujeres que quedaron embarazadas después de haber usado píldoras del día siguiente de progestina sola.

## Disponibilidad internacional
Las píldoras de emergencia orales de levonorgestrel aparecen en la lista oficial de Medicamentos Esenciales de la Organización Mundial de la Salud y tienen registro sanitario en más de 100 países.
La legislación sobre la disponibilidad de este fármaco es muy variada en los distintos países; así en unos la píldora del día siguiente puede obtenerse sin prescripción médica, en otros se requiere prescripción y en otros está prohibida parcial o totalmente su administración. A continuación se relacionan la situación en algunos países occidentales y, en su caso, la fecha desde la que se comercializa el medicamento sin prescripción médica.

### Reino Unido: 2001-2002
A inicios del 2001, las mujeres de 16 años o más podían obtener la píldora del día siguiente en el Reino Unido sin prescripción. Grupos antiaborto se mostraron en contra, pero la Alta Corte de Justicia de Inglaterra y Gales decidió mantener la ley en abril de 2002.

### Estados Unidos: 2005
Actualmente no requiere prescripción Plan B One-Step ni Next Choice para su adquisición por mujeres u hombres de 17 años y mayores. Las mujeres de 16 años y menores necesitan prescripción. La primera versión de Plan B (con dos píldoras o pastillas) todavía se sigue comercializando en algunas farmacias, pero se encuentra en fase de eliminación. Esta última píldora se adquiere sin receta médica pero se debe ser mayor de 18 años.

### Perú: 2001
La píldora del día siguiente es una historia de polémicas desde que llegó al Perú en 2001. Inicialmente fue comercializada, sin embargo, en 2002, debido a su costo “elevado” para el sector menos pudiente un grupo de organismos no gubernamentales, interponen la primera demanda ante el Tribunal Constitucional para que esta píldora se distribuya de manera gratuita y contener de alguna manera los embarazos no deseados.
En 2004 se distribuyó a la población sólo con receta médica en los diversos centros de salud del Estado.

### Francia: 2002
En enero de 2000, Francia decidió disponer pastillas de emergencias en las enfermerías de los colegios sin prescripción, debido a las altas tasas de embarazos no deseados en niñas adolescentes; después de una fuerte oposición por la Iglesia católica y mucho debate alrededor del hecho de si el adolescente puede sufrir la duda de no saber si la fertilización ocurrió o no, la decisión fue invalidada por la corte en julio del mismo año. El parlamento francés cambió la ley en octubre y ahora los enfermeros están capacitados para facilitar las pastillas. Actualmente la pastilla anticonceptiva de emergencia NorLevo está disponible en Francia sin prescripción, sin autorización de patentes y gratis para los adolescentes menores de 18 desde el 9 de enero de 2002.

### México: 2004
En México, el día 21 de enero de 2004 se publicó en el Diario Oficial de la Federación la modificación a la NOM-005-SSA2-1993, de los servicios de planificación familiar, donde se incluyó.

### Argentina: 2006
En Argentina, a través de la ley 25.673, se crea el Programa Nacional de Salud Sexual y Procreación Responsable, en el que el Estado reconoce el derecho a la salud sexual y asegura la distribución de métodos anticonceptivos. Esta medida fue resistida por ciertos grupos, intentando eliminar la disponibilidad de la píldora. Aun así desde finales de 2006 se encuentra disponible en más de una marca y no es necesaria una prescripción médica para conseguirla. En los hospitales públicos de todo el país, la píldora es entregada en forma gratuita.

### España: 2009
En España, desde 2009 también puede obtenerse la píldora del día siguiente sin prescripción médica, acudiendo a cualquier farmacia. Anteriormente requería prescripción. Junto al producto, se entrega un folleto de información sobre su uso y consecuencias. Desde marzo de 2009 también está disponible en España la píldora anticonceptiva femenina de emergencia de los 5 días marca Ellaone (Acetato de ulipristal) bajo prescripción médica. Este nuevo anticonceptivo de emergencia extiende la posibilidad de administración a 5 días (120 horas) por lo que también se denomina píldora de los cinco días después.

### Chile
En Chile, en septiembre de 2006, el gobierno autorizó la distribución de la píldora, para mujeres mayores de 14 años (sin el consentimiento de los padres de los menores de edad), en los consultorios médicos públicos locales, a cargo de las municipalidades. Se alegó desconocimiento de un fallo de la Corte Suprema de Chile que había declarado ilegal el registro del fármaco porque su efecto "antianidatorio" atentaría contra el derecho a la vida (derecho consagrado en la Constitución y en el Pacto de San José de Costa Rica). Esto provocó las reacciones negativas de organizaciones provida, de alcaldes y de la Iglesia Católica; sin embargo, la Corte Suprema solo se refirió a una marca específica de la píldora en su resolución y no al componente activo, estando por tanto permitida su venta bajo otro nombre.
En Chile desde 2010 está vigente una ley que garantiza el acceso a la píldora del día después en el sistema público gratuitamente, aunque obliga a los médicos a informar a los padres tras entregarla a menores de 14 años.
El 4 de septiembre de 2015 el ISP de Chile dicta una resolución que autoriza la venta de la píldora en farmacias sin receta. Hoy en día ya es posible comprar la píldora en cualquier farmacia sin receta médica.

### Latinoamérica
En Latinoamérica la situación legal de la "Píldora del día Después" es extremadamente delicada. Esto se basa en que la Convención Americana sobre Derechos Humanos o Pacto de San José de Costa Rica establece en su artículo 4 que el derecho a la vida debe ser respetado y garantizado "desde el momento de la concepción". El cuestionamiento a la píldora se hace basado en la posibilidad de que la píldora produzca "la inhibición de la implantación", vale decir, impidiendo que el cigoto humano se pueda anidar, esta atentaría contra el "ya concebido". Las Cortes Supremas o Constitucionales, y otras, han declarado que la Píldora es ilegal e inconstitucional.[cita requerida] En Costa Rica existe un vacío legal, es decir que no hay normativa sobre el tema, por lo cual el uso del régimen Yuzpe es permitido y legal pero no existe un producto registrado. Este tiene mayor efectividad y provoca menos efectos secundarios. En Ecuador la píldora será entregada por el MSP (Ministerio de Salud Pública) a menores de edad o mujeres que sufran ultrajo sexual. 

## Pastillas anticonceptivas postcoitales de dosis alta como anticonceptivo continuo
Una marca de pastillas de levonorgestrel, Postinor, fue comercializada como un método anticonceptivo postcoital continuo. Sin embargo, existen serios inconvenientes para el uso de tales pastillas de dosis alta postcoitales, especialmente si no son usadas de acuerdo con las instrucciones del paquete, pero son usadas de acuerdo con las instrucciones del paquete de pastillas anticonceptivas de emergencia:
- Debido a la creciente gravedad de los efectos secundarios con el uso frecuente, Postinor solo se recomienda para mujeres que tienen relaciones sexuales cuatro o menos veces por mes.[81][82]
- Si no se usa de acuerdo a las instrucciones del paquete, sino de acuerdo a las instrucciones de las píldoras anticonceptivas de emergencia de levonorgestrel (hasta 72 horas después del coito), se estimarían de tener una tasa de embarazo de "uso perfecto" (cuando no se usan de acuerdo a las instrucciones del paquete sino usadas como lo indica las instrucciones de las pastillas anticonceptivas de emergencia de levonorgestrel) del 20 % por año si son usadas como el único método anticonceptivo (comparado con la tasa anual de embarazo del 40 % del método de Yuzpe).[83] Estas tasas de fallo serían más altas que casi todos los otros métodos anticonceptivos, incluyendo el método del ritmo y coitus interruptus.[84]
- Como todos los métodos hormonales, las pastillas anticonceptivas postcoitales de dosis alta no protegen contra infecciones de transmisión sexual.[85]

Las píldoras del día siguiente son generalmente recomendadas como uso de respaldo o de "emergencia", en lugar de ser el método anticonceptivo principal. Están destinados a ser utilizados cuando otros métodos hayan fallado—por ejemplo, si una mujer se olvidó tomarse su pastilla anticonceptiva o cuando el condón se rompe durante el sexo.

## Ventajas y desventajas

### Ventajas
- Se pueden usar después de realizar el coito (dentro de los tres días siguientes (levonogestrel) o cinco días siguientes (acetato de ulipristal))
- Posibilidad de continuar usando pastillas anticonceptivas regulares.
- La píldora de acetato de ulipristal contiene una dosis hormonal menor, lo que supone menor número de efectos secundarios.
- En el caso de la pastilla de acetato de ulipristal la efectividad de la pastilla no disminuye con el paso de los días.
- Puede utilizarse indistintamente cualquier día del ciclo menstrual.[86]

### Desventajas
- No protege contra infecciones de transmisión sexual.
- Debe usarse dentro de las 72 h posteriores al acto sexual (levonogrestrel) o en las 120 horas siguientes (acetato de ulipristal), su eficacia es mayor en las 24 horas siguientes al coito y va disminuyendo con el paso del tiempo.
- Efectos adversos. Muy frecuentes: mareos, dolor de cabeza, náuseas, dolor en la parte baja del abdomen, aumento de la sensibilidad en las mamas, retraso en la menstruación, menstruación excepcionalmente intensa, sangrado, fatiga; frecuentes: diarrea y vómitos.[87]

## Controversias

### Con relación al aborto
En países donde el aborto inducido es considerado ilegal (como Costa Rica y Perú entre otros) el uso y distribución de anticonceptivos de emergencia como la píldora del día después ha causado controversia ya que estos fármacos funcionan previniendo la implantación del cigoto fertilizado en el útero (puede producir cambios endometriales que dificultan la implantación) y los adversarios de la legalización del aborto consideran el efecto de la píldora del día después equivalente a un aborto inducido (ya que consideran el embarazo desde el momento de la fertilización, no de la posterior implantación, por lo que se oponen a su uso. Se producen puntos de conflicto éticos, con las iglesias católica, judía y evangélica, llegándose en algunos lugares a polarizar la posición ante la consideración médica y ética de la píldora del día después. Los prospectos de los medicamentos de levonogestrel, señalan que el medicamento no es efectivo después de la implantación.
El secretario general de la Conferencia Episcopal Española (CEE), Juan Antonio Martínez Camino, tras la pregunta de los periodistas por la reciente apertura de la Iglesia alemana, que se había manifestado a favor de la píldora del día después en el caso de víctimas de violación, manifestó que "como una violación no es un acto conyugal, sino de injusticia y violencia, en ese caso es legítima la defensa frente a esa agresión y es legítimo impedir la fecundación, pero no abortar, porque nunca es legítimo quitar la vida a un ser humano".

### En relación con su incremento de uso por la facilidad de acceso
En el 2007, James Trussell reconoció que en 23 estudios publicados entre 1998 y 2006 sobre la utilización de la píldora en 10 diferentes países se afirma que el libre acceso a esta pastilla no logra ninguna reducción estadísticamente significativa en las tasas de embarazos no planeados y de abortos.
La revista Obstetrics & Gynecology, realizó una revisión sistemática de los estudios que han valorado los efectos que tiene en la población la generalización de su uso. Los autores concluyen, que aumentar el acceso a la Píldora del día después (mediante su dispensación sin receta médica o gratuitamente) se asocia a un incremento en su uso. Sin embargo, se reitera que ningún estudio ha encontrado que disminuya la tasa de embarazos no planificados, ni de abortos.  Además, otros estudios han constatado que la mayoría de las mujeres que acudían a abortar habían sido usuarias de la píldora